# 金山財神廟
金山財神廟，是一所位在台灣新北市金山區、萬里區交界之地的財神廟，取其「金山萬里」或「萬里金山」之意在此開設財神廟。庙宇供奉五路財神、彌勒佛、濟公禪師、文財神和千手觀音。庙中有財寶福袋、開運金錢和文、武財氣三宝。廟方提供「財神銀行」服務：三次擲筊，每對聖筊都可以向財神（即庙方）借新台币一百元整，最多新台币三百。本廟也附設月老廟，供善信祈求好姻緣，頂樓奉祀送子觀音。